# Hóquei sobre a grama nos Jogos Olímpicos de Verão da Juventude de 2014
O hóquei sobre a grama nos Jogos Olímpicos de Verão da Juventude de 2014 aconteceu entre 17 e 27 de Agosto no Parque de Desportos Olímpicos da Juventude em Nanquim, China. Esta foi a primeira vez que um novo formato foi usado na modalidade, onde os times foram compostos por apenas cinco atletas e em um campo de menor dimensão.

## Qualificação
Um total de 10 equipas participam em cada sexo. Cada Comité Olímpico Nacional (CON) pode ter um máximo de duas equipas de nove atletas, uma de cada sexo. Cada um dos cinco continentes acolheu um torneio de qualificação, onde as duas melhores equipas se apuraram. A anfitriã China pode escolher em qual dos torneios queria enviar uma delegação e escolheu o torneio feminino.
Para poderem participar nas Olimpíadas da Juventude, os atletas têm que ter nascido entre 1 de Janeiro de 1996 e 31 de Dezembro de 1999.
Segue-se a lista de nações participantes nos torneios de rapazes e raparigas, por evento de qualificação continental e/ou método de qualificação.
Masculino
| Evento                                        | Local     | Data                       | Total de vagas | Qualificados                        |
| --------------------------------------------- | --------- | -------------------------- | -------------- | ----------------------------------- |
| Anfitriões                                    | -         | -                          | 0              | CHN China                           |
| Taça Asiática de sub-16 de 2013               | Singapura | 4 a 7 de Abril de 2013     | 2              | BAN Bangladesh PAK Paquistão        |
| Campeonato Europeu da Juventude de 2013       | Viena     | 22 a 28 de Julho de 2013   | 2              | GER Alemanha ESP Espanha            |
| Campeonato Pan-americano da Juventude de 2014 | San Juan  | 4 a 8 de Fevereiro de 2014 | 2              | ARG Argentina CAN Canadá MEX México |
| Torneio de Qualificação da Oceânia            | Port Vila | 8 a 11 de Março de 2014    | 2              | AUS Austrália NZL Nova Zelândia     |
| Torneio Africano de Qualificação              | Lusaka    | 10 a 15 de Março de 2014   | 2              | RSA África do Sul ZAM Zâmbia        |
| TOTAL                                         |           |                            | 10             |                                     |

Feminino
| Evento                                        | Local       | Data                              | Total de vagas | Qualificados                   |
| --------------------------------------------- | ----------- | --------------------------------- | -------------- | ------------------------------ |
| Anfitriões                                    | -           | -                                 | 1              | CHN China                      |
| Campeonato Europeu da Juventude de 2013       | Dublin      | 29 de Julho a 4 de Agosto de 2013 | 2              | GER Alemanha NED Países Baixos |
| Taça Asiática de sub-16 de 2013               | Banguecoque | 2 a 6 de Outubro de 2013          | 1              | JPN Japão                      |
| Campeonato Pan-americano da Juventude de 2014 | Montevidéu  | 11 a 15 de Fevereiro de 2014      | 2              | ARG Argentina URU Uruguai      |
| Torneio de Qualificação da Oceânia            | Port Vila   | 8 a 11 de Março de 2014           | 2              | FIJ Fiji NZL Nova Zelândia     |
| Torneio Africano de Qualificação              | Lusaka      | 10 a 15 de Março de 2014          | 2              | RSA África do Sul ZAM Zâmbia   |
| TOTAL                                         |             |                                   | 10             |                                |

## Calendário
O calendário foi publicado pelo Comitê Organizador dos Jogos Olímpicos da Juventude de Nanquim. Durante a fase de grupos, realizam-se diariamente quatro jogos de rapazes e outros tantos de raparigas.
Todos os horários são pela hora padrão chinesa (UTC+8).
| Data         | Dia da semana | Hora de início | Evento                                                                                 |
| ------------ | ------------- | -------------- | -------------------------------------------------------------------------------------- |
| 17 de Agosto | Domingo       | 16:00          | Fase de grupos – masculino Fase de grupos – feminino                                   |
| 18 de Agosto | 2ª Feira      | 16:00          | Fase de grupos – masculino Fase de grupos – feminino                                   |
| 19 de Agosto | 3ª Feira      | 16:00          | Fase de grupos – masculino Fase de Grupos Moças                                        |
| 20 de Agosto | 4ª Feira      | 16:00          | Fase de grupos – masculino Fase de grupos – feminino                                   |
| 20 de Agosto | 5ª Feira      | 16:00          | Fase de grupos – masculino Fase de grupos – feminino                                   |
| 23 de Agosto | Sábado        | 16:00          | Quartas de final – masculino Quartas de final – feminino                               |
| 24 de Agosto | Domingo       | 16:00          | Disputa de 9º lugar – feminino Classificação 5º-8º – feminino Semifinais – feminino    |
| 25 de Agosto | 2ª Feira      | 16:00          | Disputa de 9º lugar – masculino Classificação 5º-8º – masculino Semifinais – masculino |
| 26 de Agosto | 3ª Feira      | 16:00          | Jogos de classificação feminino                                                        |
| 27 de Agosto | 4ª Feira      | 16:00          | Jogos de classificação masculino                                                       |

## Medalhistas
| Evento             | Ouro          | Prata             | Bronze        |
| ------------------ | ------------- | ----------------- | ------------- |
| Masculino detalhes | AUS Austrália | CAN Canadá        | ESP Espanha   |
| Feminino detalhes  | CHN China     | NED Países Baixos | ARG Argentina |

## Quadro de medalhas
| Ordem | País              | Medalha de ouro | Medalha de prata | Medalha de bronze |   |
| ----- | ----------------- | --------------- | ---------------- | ----------------- | - |
| 1     | AUS Austrália     | 1               |                  |                   | 1 |
|       | CHN China         | 1               |                  |                   | 1 |
| 3     | CAN Canadá        |                 | 1                |                   | 1 |
|       | NED Países Baixos |                 | 1                |                   | 1 |
| 5     | ARG Argentina     |                 |                  | 1                 | 1 |
|       | ESP Espanha       |                 |                  | 1                 | 1 |
| TOTAL | TOTAL             | 2               | 2                | 2                 | 6 |